# Timberville
Pour les articles homonymes, voir Timberville (Lagos).
Timberville est une municipalité américaine située dans le comté de Rockingham en Virginie. Lors du recensement de 2010, sa population est de 2 522 habitants.

## Géographie
Entre les monts Allegheny à l'ouest et les monts Massanutten (en) à l'est, Timberville est arrosée par la branche nord de la Shenandoah.
Selon le Bureau du recensement des États-Unis, la municipalité s'étend en 2010 sur une superficie de 1,29 mille carré (3,34 km2) dont 0,02 mille carré (0,05 km2) d'étendues d'eau. 

## Histoire
La localité est fondée entre deux forts du XVIIIe siècle. Elle est d'abord nommée Fort Run. Elle porte par la suite le nom de Williamsport, après l'ouverture d'un commerce par Abraham Williamson en 1814, puis Thompson’s Store à la suite de son rachat par William G. Thompson. Au milieu du siècle, elle est également appelée Riddle’s Tavern quelques années.
Le bourg est par la suite renommé en référence aux forêts qui l'entourent (« timber » signifiant « bois »). Timberville se développe particulièrement à la fin du XIXe siècle : elle voit l'arrivée du chemin de fer en 1868 et devient une municipalité en 1884.
Le quartier historique de Timberville, dont les constructions datent de la fin du XVIIIe siècle au milieu du XXe siècle, est inscrit au Registre national des lieux historiques depuis 2013.

## Démographie
Lors du recensement de 2010, Timberville compte 2 522 habitants. Sa population est alors blanche à plus de 90%, avec un minorité hispanique d'environ 6 %. En 2018, sa population est estimée à 2 678 habitants.